# Monster Buster Club
Monster Buster Club (conhecido no Brasil com o nome de Clube dos Caça - Monstros) é uma série de desenho animado produzida pela Marathon (a mesma produtora de Três Espiãs Demais, Martin Mystery e Team Galaxy) que também foi coproduzida pela Jetix Europe, Mystery Animation e Image Entertainment Corporation. A série estreou em 2 de junho de 2008 no Jetix da Europa, 9 de junho de 2008 nos Estados Unidos e na Ásia em 3 de maio de 2008. No Brasil, o desenho animado é exibido desde 11 de maio de 2009 no Jetix, às 10h30 e 17h, de segunda a sexta.Esta série mostra como um garoto com cerca de doze anos de idade é acusado de salvar sua cidade de invasões alienígenas ajudado por uma garota chamada Cathy Estanha. Com o seu avô, e uma organização secreta que foi fundada há séculos chamada Clube dos Caça-Monstros, muitas vezes abreviado para MBC (em português, CCM). O objetivo do CCM é localizar criminosos que procuram refúgio na Única Cidade, captura-los e enviá-los para autoridades galáticas.

## Sinopse
O enredo gira em torno de uma pequena cidade calma chamada Singletown. Singletown tem duzentos anos e foi fundada por um alienígena chamado Addison Single. O que sua população humana não sabe, é que Singletown é um lugar de encontro para alienígenas de diferentes partes da galáxia.